# Laže
Laže este o localitate din comuna Divača, Slovenia, cu o populație de 78 de locuitori.